# Elemento estructural

Barra sometida a tracción uniaxial.

Ejemplo de flexión mecánica: arriba, un elemento tal como una barra se encuentra en estado de reposo; en la figura de abajo dicho elemento es sometido a una fuerza. El elemento, en consecuencia, se dobla en el mismo sentido de la fuerza.

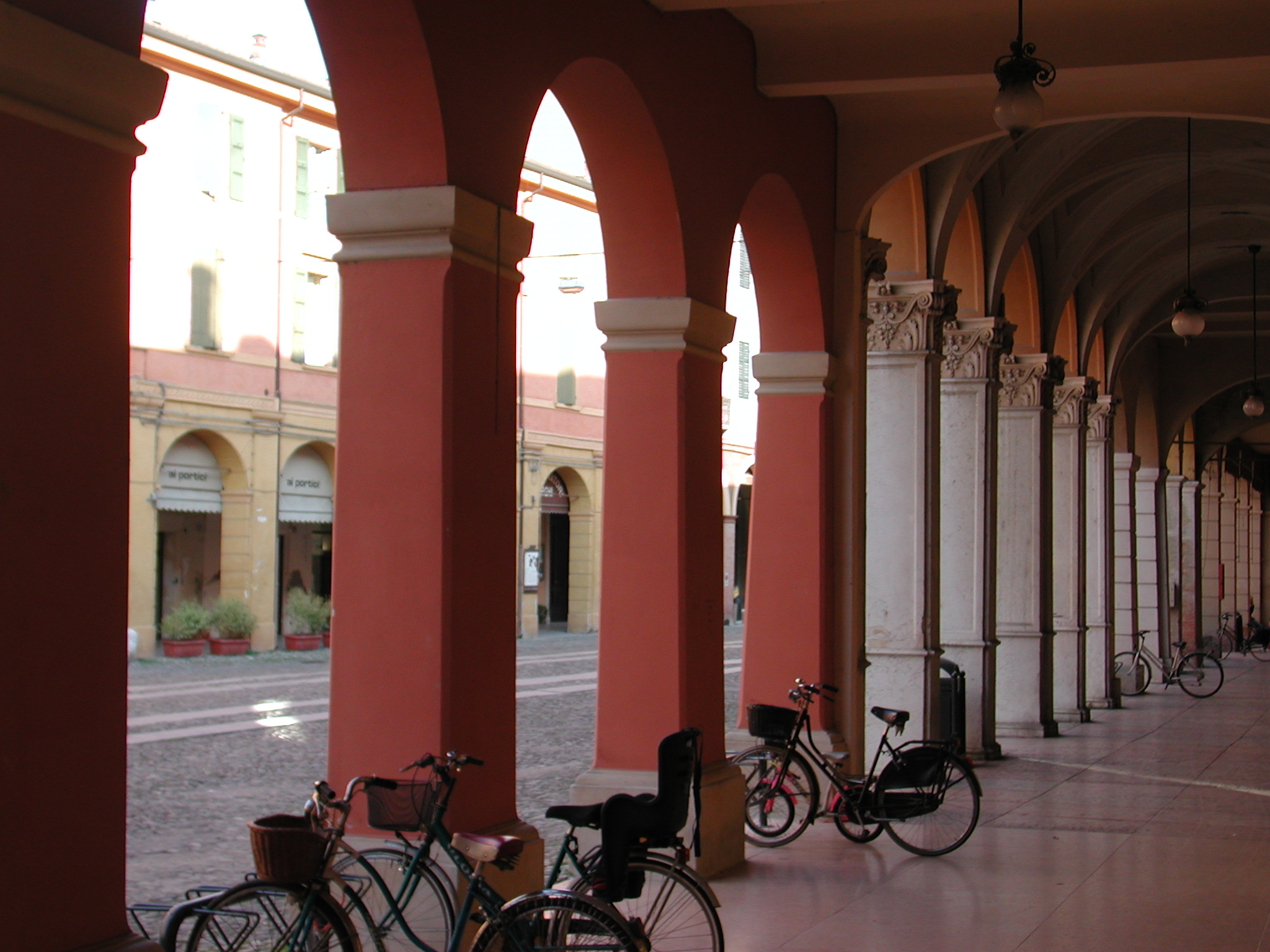
Arcada de pilares, donde cada pilar es una pieza prismática sometida a compresión compuesta.

Elemento estructural es cada una de las partes diferenciadas, aunque vinculadas, en que puede ser dividida una estructura a efectos de su diseño. El diseño, cálculo y comprobación de estos elementos se hace de acuerdo con los postulados de la resistencia de materiales en el ámbito de la Ingeniería mecánica arquitectura, la ingeniería civil,  y la ingeniería estructural. 

## Clasificación de los elementos estructurales
En el caso de las construcciones estos tienen nombres que los identifican claramente (aunque en el mundo hispanoparlante estos nombres pueden cambiar en cada país). Básicamente los elementos estructurales pueden tener estados de tensión uniaxiales, biaxiales o triaxiales según su dimensionalidad y, según cada una de las direcciones consideradas, pueden existir tanto tracciones como compresiones. Dicho estado puede ser uniforme en ciertas secciones transversales, o variar dentro de la sección. 
Los elementos estructurales suelen clasificarse en virtud de tres criterios principales
- Dimensionalidad del elemento, según puedan ser modelizados como elementos (pilares, vigas, arcos, ...), bidimensionales (placas, láminas, membranas) o tridimensionales.
- Forma geométrica y/o posición, la forma geométrica concreta afecta a los detalles del modelo estructural usado; así si la pieza es recta como una viga o curva como un arco, el modelo debe incorporar estas diferencias, también la posición u orientación afecta al tipo de estado tensional que tenga el elemento.
- Estado tensional y/o solicitaciones predominantes, los tipos de esfuerzos predominantes pueden ser tracción (membranas y cables), compresión (pilares), flexión (vigas, arcos, placas, láminas) o torsión (ejes de transmisión, etc.).

|                              | Unidimensionales               | Unidimensionales  | Bidimensionales                          | Bidimensionales   |
| Solicitaciones predominantes | rectos                         | curvos            | planos                                   | curvos            |
| ---------------------------- | ------------------------------ | ----------------- | ---------------------------------------- | ----------------- |
| Flexión                      | viga recta, dintel, arquitrabe | viga balcón, arco | placa, losa, forjado, muro de contención | lámina, cúpula    |
| Tracción                     | cable tensado                  | catenaria         | membrana elástica                        | membrana elástica |
| Compresión                   | pilar                          | __                | muro de carga                            | __                |

### Elementos lineales
Los elementos lineales o unidimensionales o prismas mecánicos, están generalmente sometidos a un estado de tensión plana con esfuerzos tensiones grandes en la dirección de línea baricéntrica (que puede ser recto o curvo). Geométricamente son alargados siendo la dimensión según dicha línea (altura, luz, o longitud de arco), mucho mayor que las dimensiones según la sección transversal, perpendicular en cada punto a la línea baricéntrica. Los elementos lineales más comunes son según su posición y forma:
- Verticales, comprimidos y rectos: Columna (sección circular) o pilares (sección poligonal), pilote (cimentación).
- Horizontales, flexionados y rectos: viga o arquitrabe, dintel, zapata corrida para cimentación, correa de sustentación de cubierta.
- Diagonales y rectos: Barras de arriostramiento de cruces de San Andrés, barras diagonales de una celosía o entramado triangulado, en este caso los esfuerzos pueden ser de flexión tracción dominante o compresión dominante.
- Flexionados y curvos, que corresponden a arcos continuos cuando los esfuerzos se dan según el plano de curvatura o a vigas balcón cuando los esfuerzos son perpendiculares al plano de curvatura.

### Elementos bidimensionales
Los elementos planos pueden aproximarse por una superficie y tienen un espesor pequeño en relación con las dimensiones generales del elemento. Es decir, en estos elementos una dimensión, llamada espesor, es mucho menor que las otras dos. Pueden dividirse según la forma que tengan en elementos:
- Horizontales, flexionados y planos, como los forjados, las losas de cimentación, y las plateas o marquesinas.
- Verticales, flexionados y planos, como los muros de contención.
- Verticales, comprimidos y planos, como los muros de carga, paredes o tabiques.
- Flexionados y curvos, como lo son las láminas de revolución, como los depósitos cilíndricos para líquidos.
- Traccionados y curvos son las membranas elásticas como las paredes de depósitos con fluidos a presión.

Aunque pueden obtenerse otros cuando se combinan.

### Elementos tridimensionales
Los elementos tridimensionales o volumétricos son elementos que en general presentan estados de tensión biaxial o triaxial, en los que no predomina una dirección dimensión sobre las otras. Además estos elementos suelen presentar tracciones y compresiones simultáneamente según diferentes direcciones, por lo que su estado tensional es complicado. Entre este tipo de elementos están:
- Las ménsulas de sustentación
- Las zapatas que presentan compresiones según direcciones cerca de la vertical al pilar que sustentan y tracciones en direcciones cerca de la horizontal.

## Diseño de elementos estructurales
Los elementos estructurales son diseñados, es decir, calculados o dimensionados para cumplir una serie de requisitos, que frecuentemente incluyen:
- Criterio de resistencia, consistente en comprobar que las tensiones máximas no superen ciertas tensiones admisibles para el material del que está hecho el elemento.
- Criterio de rigidez, consistente en que bajo la acción de las fuerzas aplicadas las deformaciones o desplazamientos máximo obtenidos no superan ciertos límites admisibles.
- Criterios de estabilidad, consistente en comprobar que desviaciones de las fuerzas reales sobre las cargas previstas no ocasionan efectos autoamplificados que puedan producir pérdida de equilibrio mecánico o inestabilidad elástica.
- Criterios de funcionalidad, que consiste en un conjunto de condiciones auxiliares relacionadas con los requisitos y solicitaciones que pueden aparecer durante la vida útil o uso del elemento estructural.

### Resistencia
Para comprobar la adecuada resistencia de un elemento estructural, es necesario calcular la tensión (fuerza por unidad de área) que se da en un elemento estructural bajo la acción de las fuerzas solicitantes. Dada una determinada combinación o distribución de fuerzas, el valor de las tensiones es proporcional al valor de la fuerza actuante y del tipo de elemento estructural.
En los elementos lineales el vector tensión en cada punto se puede expresar en función de las componentes intrínsecas de tensión y los vectores tangente, normal y binormal:

{\displaystyle \mathbf {t} =\sigma _{x}{\hat {\mathbf {t} }}+\tau _{y}{\hat {\mathbf {n} }}+\tau _{z}{\hat {\mathbf {b} }}}

Y las dos tensiones principales que caracterizan el estado de tensión de una viga recta vienen dados por:

{\displaystyle \sigma _{I}={\frac {1}{2}}\left(\sigma _{x}+{\sqrt {\sigma _{x}^{2}+4\tau _{y}^{2}+4\tau _{z}^{2}}}\right),\qquad \sigma _{II}={\frac {1}{2}}\left(\sigma _{x}-{\sqrt {\sigma _{x}^{2}+4\tau _{y}^{2}+4\tau _{z}^{2}}}\right)}

Y a partir de ahí pueden calcularse los parámetros de la teorías de fallo adecuada según el material que forma el elemento estructural.
En elementos bidimensionales que se pueden modelizar aproximadamente por la hipótesis cinemática de Love-Kirchhoff, que juega un papel análogo a la teoría de Navier-Bernouilli para vigas, los vectores de tensiones según planos perpendiculares a las líneas de curvatura vienen dado en términos de los vectores tangente a las líneas de curvatura y el vector normal a al elemento bidimensional mediante:

{\displaystyle {\begin{cases}\mathbf {t} _{u}=\sigma _{uu}{\hat {\mathbf {r} }}_{u}+\tau _{uv}{\hat {\mathbf {r} }}_{v}\\\mathbf {t} _{v}=\tau _{vu}{\hat {\mathbf {r} }}_{u}+\sigma _{vv}{\hat {\mathbf {r} }}_{v}\end{cases}}}

### Rigidez
La rigidez de un elemento estructural es un tensor que vincula el tensor de las fuerzas aplicadas con las coordenadas de las deformaciones o desplazamientos unitarios. En un elemento estructural existe un conjunto de parámetros de rigidez que relaciona las fuerzas que se producen al aplicar un desplazamiento unitario en particular. Las coordenadas de desplazamiento necesarias y suficientes para determinar toda la configuración deformada de un elemento se llaman grados de libertad.
En un material de comportamiento elástico las fuerzas se correlacionan con las deformaciones mediante ecuaciones de líneas rectas que pasan por el origen cartesiano cuyas pendientes son los llamados módulos de elasticidad. El concepto de rigidez más simple es el de rigidez axial que quedó formulado en la ley de Hooke. 
La pendiente que correlaciona el esfuerzo axial con la deformación unitaria axial se denomina módulo de Young. En un material isotrópico la pendiente que correlaciona el esfuerzo axial con la deformación unitaria lateral se denomina coeficiente de Poisson. 
El número mínimo de coordenadas de desplazamiento que se necesita para describir la configuración deformada de un cuerpo se denomina número de grados de libertad. La llamada ley de Hooke puede hacerse extensiva para correlacionar de manera matricial la rigidez con los grados de libertad y expresar así la configuración deformada del elemento o cuerpo bajo estudio.
El concepto de rigidez puede hacerse extensivo a los estudios de estabilidad en que se indaga la rigidez "detrimental" que ofrece la geometría del elemento.

### Inestabilidad elástica
La inestabilidad elástica es un fenómeno de no linealidad que afecta a elementos estructurales razonablemente esbeltos, cuando se hallan sometidos a esfuerzos de compresión combinados con flexión o torsión.

### Estados límite
El método de los estados límites es un método usado en diversas instrucciones y normas de cálculo (Eurocódigos, CTE, EHE, etc) consistentes en considerar un conjunto de solicitaciones o situaciones potencialmente riesgosas y comprobar que el efecto de las fuerzas y solicitaciones actuantes sobre el elemento estructural no exceden de las respuestas máximas asumibles por parte del elemento. Algunos de los Estados Límites típicos son:
- Estados Límite Últimos (ELU)
  - ELU de agotamiento por solicitación normal (flexión, tracción, compresión)
  - ELU de agotamiento por solicitación tangente (cortadura, torsión).
  - ELU de inestabilidad elástica (Pandeo, etc.)
  - ELU de equilibrio.
- Estados Límite de Servicio (ELS)
  - ELS de deformación excesiva. (deformación, desplazamiento)
  - ELS de vibración excesiva. (vibraciones)
  - ELS de durabilidad (oxidación, fisuración, etc.)